# Melchor Bravo de Saravia
 (janvier 2017).
Melchor Bravo de Saravia y Sotomayor (1512—1577) est un conquistador espagnol, vice-roi du Pérou par intérim et gouverneur royal du Chili.

## Début de carrière
Il est né à Soria, Espagne, fils de Juan de Saravia et María Mayor de Vera y Morales. En 1538 il termine ses études au collège de Bologne. Il entre au service du roi comme oidor (juge) à Naples. En 1547 il est nommé à l'Audiencia de Grenade.
En 1549 il est envoyé en Amérique avec l'ordre de fonder l'Audiencia de la vice-royauté de Nouvelle-Grenade. Plus tard il est envoyé à Lima, où Pedro de La Gasca avait réinstallé l'Audiencia en 1549. Comme président de celle-ci à Lima, il occupa la position de vice-roi du Pérou par intérim de juillet 1552 à juillet 1556
Durant cette période, l'Audiencia a eu à combattre une rébellion majeure de Francisco Hernández Girón. Bravo de Saravia est vu comme celui qui fut un des grands mateurs de la révolte et instigateur de la punition des rebelles, au vu de ses états de services.

## Sources
- (en) Cet article est partiellement ou en totalité issu de l’article de Wikipédia en anglais intitulé « Melchor Bravo de Saravia » (voir la liste des auteurs).